# Lissieu
Lissieu är en kommun i departementet Rhône i regionen Auvergne-Rhône-Alpes i östra Frankrike. Kommunen ligger i kantonen Limonest som tillhör arrondissementet Lyon. År 2022 hade Lissieu 3 193 invånare.

## Befolkningsutveckling
Antalet invånare i kommunen Lissieu
| Referens: INSEE |